# Tetovo
Tetovo (em macedônio: Тетово, [tɛtɔvɔ]; albanês: Tetova, Tetovë; turco : Kalkandelen ) é uma cidade ao noroeste da Macedônia do Norte, localizado entre Montanha Šar e dividida pelo rio Pena. A cidade ocupa uma área de 1.080 km² a 468 metros  acima do nível do mar, com uma população estimada em 52.915 habitantes (2001). A cidade de Tetovo é a sede do Município do mesmo nome.
A população de Tetovo de modo geral tornou-se uma região predominantemente albanesa. A cidade também é a sede dos principais partidos políticos centrado albaneses, a União Democrática para a Integração e o Partido Democrático dos Albaneses.

## Galeria

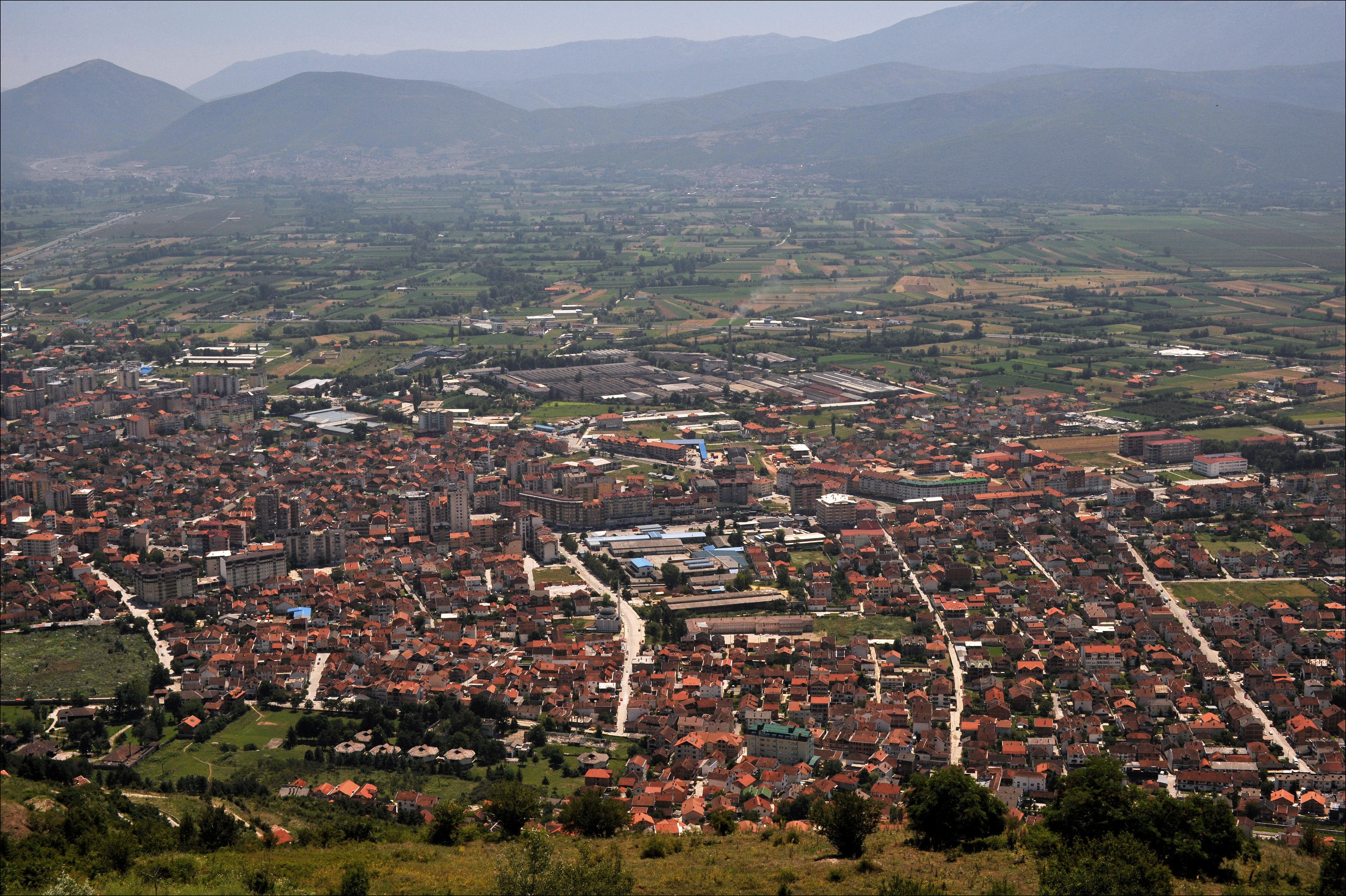
Vista aérea da cidade de Tetovo